# جان دیر (بازیکن فوتبال)
جان دیر (انگلیسی: John Deary؛ زادهٔ ۱۸ اکتبر ۱۹۶۲) بازیکن فوتبال اهل بریتانیا است.
از باشگاه‌هایی که در آن بازی کرده‌است می‌توان به باشگاه فوتبال روچدیل، باشگاه فوتبال ساوتپورت، باشگاه فوتبال برنلی، و باشگاه فوتبال بلکپول اشاره کرد.